# Gain Ground
Gain Ground est un jeu vidéo d'action développé et édité par Sega, sorti en 1988 sur borne d'arcade. Il a été converti sur Master System en 1990, Mega Drive en 1991 et PC-Engine en 1992 (Gain Ground SX). Il a connu un remake en 2004 sur PlayStation 2 sous le titre Sega Ages 2500 Series Vol. 9: Gain Ground.

## Système de jeu
Gain Ground propose de contrôler une équipe de combattants spécialisés (archer, lance-roquettes, fusil, ...) à travers des tableaux en vue du dessus.
Chaque tableau se termine de deux façons :
- tuer tous les ennemis
- faire passer successivement les personnages de l'équipe dans la zone d'extraction

Cela doit être fait avant la fin du compte à rebours.
Dans certains tableaux, des personnages supplémentaires sous forme de statuettes peuvent être récupérés et amenés à la zone d'extraction. Cette action est périlleuse car si l'unité jouée est touchée, elle est transformée en statuette et devra être aussi récupérée.
Toute l'essence du jeu consiste à mettre en place une stratégie dans chaque tableau pour récupérer les statuettes et tenter de faire passer tous les personnages de l'équipe ou de tuer les ennemis avant la fin du compte à rebours.
Si des personnages n'ont pas atteint l'aire d'extraction et qu'il reste des ennemis à la fin du compte à rebours, alors ces unités sont perdues.

## Personnages
Il y a vingt personnages dans Gain Ground, chacun ayant ses propres caractéristiques. Chaque personnage dispose d'une arme de base, qui peut être utilisé dans chaque direction, ainsi que d'une arme spéciale, qui varie pour chaque personnage. Certains adversaires, en particulier les adversaires se trouvant en hauteur, ne peuvent être éliminés qu'avec un personnage disposant d'une arme adaptée.
Les attaques diffèrent par leur vitesse, leur puissance et leur portée.
| Nom                                         | Main, vitesse de déplacement | Arme de base                           | Arme spéciale                                                           |
| ------------------------------------------- | ---------------------------- | -------------------------------------- | ----------------------------------------------------------------------- |
| Athra (アスラ Asura)                        | Droite, rapide               | Javelot, courte portée                 | Javelot en hauteur, courte portée Toutes directions                     |
| Betty (ベティ Beti)                         | Ambidextre, moyenne          | Pistolet, courte portée (main gauche)  | Grenade en hauteur, courte portée Haut uniquement (main droite)         |
| Cyber (サイバー Saibaa)                     | Ambidextre, lente            | Pistolet, portée moyenne (main droite) | Missile, longue portée Haut uniquement (main gauche)                    |
| Fire Knight (ファイアーナイト Faiaanaito)   | Centre, moyenne              | Missile magique, portée moyenne        | Boule de feu, courte portée Haut uniquement                             |
| Gascon (ガスコン Gasucon)                   | Droitier, rapide             | Javelot, courte portée                 | Javelot en hauteur, courte portée Haut uniquement                       |
| General (ジェネラル Jeneraru)               | Ambidextre, lente            | Pistolet, portée moyenne (main droite) | Lance flame, courte portée Toutes directions (main gauche)              |
| Glow Knight (グロウナイト Guronaito)        | Centre, moyenne              | Missile magique, moyenne portée        | Boule d'énergie                                                         |
| Honey (ハニー Hanii)                        | Ambidextre, moyenne          | Pistolet, portée moyenne (main gauche) | Grenades en hauteur, courte portée Toutes directions (main droite)      |
| Johnny (ジョニー Jonii)                     | Droitier, rapide             | Fusil, portée moyenne                  | Fusil, portée moyenne Haut uniquement                                   |
| Kid (キッド Kiddo)                          | Gaucher, moyenne             | Pistolet mitrailleur, portée moyenne   | Pistolet mitrailleur, portée moyenne À droite et à gauche simultanément |
| Kou (コウ Kou)                              | Gauch, moyenne               | Pistolet mitrailleur, portée moyenne   | Pistolet mitrailleur, portée moyenne Haut uniquement                    |
| Mam (マム Mamu)                             | Ambidextre, rapide           | Pistolet, portée moyenne (main gauche) | Boomerang, portée moyenne Haut uniquement (main droite)                 |
| Mars (マース Maasu)                         | Droitier, rapide             | Arc, portée moyenne                    | Arc en hauteur, portée moyenne Haut uniquement                          |
| Mud Puppy (マッドパピー Maddopapii)         | Ambidextre, lente            | Pistolet, portée moyenne (main droite) | Canon Laser, longue portée Haut uniquement (main gauche)                |
| Professor (教授 Kyoju)                      | Gaucher, rapide              | Fusil, longue portée                   | Fusil, longue portée À droite et à gauche simultanément                 |
| Robby (ロビー Robii)                        | Ambidextre, lent             | Pistolet, portée moyenne (main droite) | Missile anti-aérien, longue portée Toutes directions (main gauche)      |
| Valkyrie (バルキリー Barukirii)             | Ambidextre, rapide           | Pistolet, portée moyenne (main gauche) | Boomerang, portée moyenne Toutes directions (main droite)               |
| Verbal (バーバル Baabaru)                   | Droitier, rapide             | Arc, portée moyenne                    | Arc en hauteur, portée moyenne Toutes directions                        |
| Water Knight (ウォーターナイト Wootaanaito) | Centre, moyenne              | Missile magique, portée moyenne        | Tourbillon, courte portée Toute direction (paralyse les ennemis)        |
| Zaemon (ザエモン Zaemon)                    | Centre, moyenne              | Missile magique, portée moyenne        | Tornade, courte portée (trajectoire spirale, projette les ennemis)      |

La partie débute avec Athra, Bethie et Johnny.